# Aaron Sanchez
Aaron Jacob Sanchez (ur. 1 lipca 1992) – amerykański baseballista występujący na pozycji miotacza w Toronto Blue Jays.

## Przebieg kariery
Po ukończeniu szkoły średniej, w czerwcu 2010 został wybrany w 1. rundzie draftu z numerem 34. przez Toronto Blue Jays. Zawodową karierę rozpoczął w GCL Blue Jays (poziom Rookie), następnie w grał w Auburn Doubledays (Class A-Short Season). W 2011 narzucał dla Bluefield Bluejays (Rookie) i Vancouver Canadians (Class A-Short Season). W 2012 występował w Lansing Lugnuts (Class A), zaś w 2013 w Dunedin Blue Jays (Class A-Advanced).
Sezon 2014 rozpoczął w New Hampshire Fisher Cats (Double-A), a 12 czerwca został zawodnikiem Buffalo Bisons (Triple-A). 22 lipca 2014 został powołany do 40-osobowego składu Toronto Blue Jays i dzień później zadebiutował w Major League Baseball w meczu przeciwko Boston Red Sox jako reliever. 27 lipca 2014 w meczu z New York Yankees zanotował pierwsze zwycięstwo, zaś 30 sierpnia 2014 w spotkaniu z Yankees pierwszy save w MLB.
Podczas spring training 2015 był przymierzany do pozycji relievera, jednak z powodu kontuzji kolana Marcusa Stromana, która wykluczyła go z gry do końca sezonu, Sanchez został przesunięty do pięcioosobowej rotacji starterów. Po raz pierwszy w tej roli wystąpił 11 kwietnia 2015 w meczu przeciwko Baltimore Orioles, w którym zanotował porażkę. Pierwsze zwycięstwo jako starter zaliczył 22 kwietnia 2015 w meczu z Orioles. W czerwcu odniósł kontuzję pleców i po powrocie z rehabilitacji został przesunięty do bullpenu. W sierpniu został zawieszony na trzy mecze za celowe uderzenie piłką Alcidesa Escobara z Kansas City Royals.
Przed rozpoczęciem sezonu 2016 został ponownie wybrany do pięcioosobowej rotacji starterów. Do przerwy spowodowanej Meczem Gwiazd zanotował bilans W-L 9–1 i został po raz pierwszy powołany do AL All-Star Team w miejsce kontuzjowanego Craiga Kimbrela.

## Nagrody i wyróżnienia
| Nagroda/wyróżnienie | Lata | Źródło |
| All-Star            | 2016 | [ 11 ] |